# Lee Bowyer
Lee Bowyer, född 3 januari 1977 i London, är en engelsk före detta fotbollsspelare som senast spelade i Championship-klubben Ipswich Town. Han har spelat en landskamp för England. Han är numera tränare för Charlton Athletic FC.